# Vicente de Aramburu
Vicente de Aramburu y Muñoz Ramírez (Lima, Virreinato del Perú, 11 de abril de 1657 - Santafé de Bogotá, Nuevo Reino de Granada, 8 de mayo de 1718) jurista, caballero de Santiago y oidor de la Audiencia de Santafé de Bogotá desde 1707 o 1708 hasta que fue suspendido por su participación en el golpe que pretendía deponer a Francisco de Meneses y Bravo de Saravia.

## Biografía
Hijo de Francisco Martín de Aramburu Pérez de Zárate y Ana Muñoz Ramírez Chaves. Su padre, originario de Nanclares de la Oca, sirvió como corregidor de Condesuyos, Perú.Se desconoce el nombre de su esposa, pero al menos tuvo un hijo con ella, Juan Bautista, nacido al rededor de 1715.
Aramburu estudió con los jesuitas de San Martín y se licenció en la Universidad de San Marcos en Lima. Fue opositor a cátedras académicas en San Marcos y se le otorgó autorización para ejercer leyes por la Audiencia de Lima. En 1697 viajó a España, donde fue admitido para ejercer leyes ante el Consejo Real.
En 1699 compró un nombramiento como alcalde del crimen en la Audiencia de Lima por 3.500 doblones sin embargo, no llegó a ocupar el cargo. Posteriormente, el 8 de julio de 1703 obtuvo el nombramiento de oidor de la Audiencia de Santafé, aunque finalmente tomó posesión del puesto unos años después, entre 1707 o 1708.

Como oidor, recibió la recomendación de proteger a los indígenas, particularmente de la explotación de los encomenderos. En 1708, estando en Santa Marta vio como los encomenderos no dejaban que los nativos trabajaran en sus propios cultivos y en compensación les regaló las salinas del pueblo de Ciénaga. Denunció también el trafico de personas esclavizadas desde Cartagena de Indias al Chocó. En 1713 informó de:
el contrabando de 53 esclavos negros comprados en Tolú por José de Viveros, hermano del gobernador de Popayán, Baltasar Pérez de Viveros, marques de San Miguel de la Vega.
En Bogotá estuvo involucrado en varios conflictos con el clero y por uno de ellos fue temporalmente excomulgado. Junto con los oidores Mateo de Yepes y Manuel Zapata intentó deponer al presidente Francisco Meneses en septiembre de 1715. Aramburu fue encarcelado y suspendido de su puesto por su participación en el golpe de Estado.Murió poco después.